# Vojtěch Mayerhofer
Vojtěch Mayerhofer (10. března 1845 Klatovy – mezi 28. červnem a 23. červencem 1899 Hradec Králové) byl český novinář a lexikograf.

## Život
Studoval gymnázium v Hradci Králové a Litomyšli, později absolvoval filozofii. Už během studií si přivydělával jako vychovatel a novinář. V 60. letech obětavě pomáhal v redakci Riegrova Slovníku naučného. Mezi roky 1872 – 79 pracoval jako redaktor aktuálních zpráv a odpovědný redaktor v časopise Světozor, dalších osm let jako korektor pro německé periodikum Politik. Nakonec v redakci Ottova slovníku naučného upravoval rukopisy pro tisk, sjednocoval styl, prováděl korektury a často i samostatně doplňoval chybějící články. Měl velký smysl pro týmovou spolupráci; klidnou povahou urovnával občasné rozepře mezi kolegy a svými příspěvky několikrát zachraňoval dodržení sjednaných termínů. Celou encyklopedii také opakovaně přečetl.
Dlouhodobě trpěl zdravotními potížemi. Po odchodu do důchodu, vynuceném nemocí, se v polovině června 1899 rozhodl navštívit matku ve Vysokém Mýtě. Živý byl naposledy spatřen 28. června. 23. července bylo u Hradce Králové nalezeno jeho tělo v pokročilém stupni rozkladu. Vyšetřování prokázalo, že zemřel následkem nemoci, nikoliv v důsledku sebevraždy nebo cizího zavinění.
Mayerhofer byl svými spolupracovníky a zaměstnavateli oceňovaný pro obětavost, s jakou mnohokrát do noci psal a kontroloval texty, aby zajistil včasné vydání encyklopedie, protože na tom závisela odměna celého týmu. Vlastním příspěvkem často napravil liknavost a chyby méně svědomitých kolegů. Korektorskou a redakční prací získal široké všeobecné znalosti, které mu umožnily v případě potřeby doplňovat chybějící encyklopedická hesla. Osobně byl spíše uzavřený a málomluvný, ale snášenlivý a uznalý.

## Dílo
- Illustrovaná kronika války východní, 1879. Dostupné online.